# Мемар Аджеми (станция метро)
«Мемар Аджеми» (азерб. Memar Əcəmi — «Зодчий Аджеми») — станция второй (Зелёной) линии Бакинского метрополитена, расположенная между станциями «20 января» и «Насими» и названная в честь средневекого архитектора Азербайджана Аджеми Нахчивани.

## Характеристика
Станция открыта 31 декабря 1985 года в составе 9-километрового пускового участка «Элмляр Академиясы» — «Мемар Аджеми».
Выход в город через подземные переходы и вестибюль на улицу Джавад-хана.
За станцией расположен двухпутный оборотный тупик.
При подъезде к станции в вагонах звучит фрагмент из песни «Лейла» (азерб. Leyla) композитора Рауфа Гаджиева.